# Pui (Heldenbuch)
Das Pui ist wie das Dausi eine Sammlung epischer Heldenlieder aus Westafrika. Sie ist in der Sprache Soninke niedergeschrieben, die früher im gesamten westafrikanischen Sahelgebiet verbreitet war. Das Pui soll insgesamt aus zwölf Teilen bestehen, von denen allerdings nur acht Teile in Prosaform bekannt sind. Zwischen ihnen besteht kein direkter Zusammenhang; ein Urtext liegt nicht vor. Die Sammlung wurde vom deutschen Ethnologen Leo Frobenius frei ins Deutsche übertragen. 

## Inhalt
1. Die erste Heldensage handelt von dem feigen Adligen Samba Kullung, der von seiner Geliebten, einer Königstochter, betrunken gemacht und dazu gebracht wird, im Krieg zahlreiche Heldentaten zu vollbringen.
2. In der zweiten Sage wird eine Frau von 60 Männern aus Ségou gefangen genommen und von ihrem Gatten Sirani Koro Samba wieder befreit. Obwohl die 60 Männer ihn zu bestechen versuchen, besingt ein Barde nach dem Kampf deren Niederlage.
3. Im dritten Teil des Pui zieht Buge Koroba in den Krieg, während zuhause seine Lieblingsfrau Nyelle von den anderen Frauen verprügelt wird und räuberische Fulbe die Herden forttreiben. Buge Korobas Herde finden sie aber nicht, weil er sie auf einer Insel versteckt hat. Der Held verfolgt die Fulbe und nimmt ihnen das Vieh wieder ab.
4. Im vierten Teil verstößt der Fulbe-Held Gossi mutwillig gegen zwei Anordnungen des Königs, weswegen er zum Tode verurteilt wird. Im Krieg rettet Gossi allerdings das geschlagene Heer seines Königs und wird vom König freigesprochen. Eine Belohnung lehnt er ab, da er nur seinen Mut beweisen wollte.
5. In der fünften Heldensage entführt der König von Ségou die Braut des Helden Kumba Sira Maga, welcher sich darauf in den Königspalast schleicht, um sie zu besuchen. Der König schickt ihn zur Strafe in eine feindliche Stadt. Der Held erledigt seinen Auftrag und darf zu Belohnung seine Frau heiraten.
6. Im sechsten Teil wird Hamadi Fing von drei Helden aus seiner Heimat vertrieben. Später begibt sich sein Sohn Bassala-n' Sa zu den Helden und wird bei ihnen aufgenommen. Als sie gegen vier Jäger kämpfen, kann Bassala-n' Sa seine Gegner als einziger überwinden, worauf er sich zu erkennen gibt.
7. Im siebenten Teil schlägt Sagate Singo eine Bande, die seine Schafe rauben wollten. Auch nach neuerlichem Zusammentreffen mit ihnen auf einer Reise besiegt er sie.
8. Der achte Teil handelt von Sira Maga Njoro, einem Prinzen des Massina-Reiches. Er lässt die Boten des Königs von Ségou, die Tribut eintreiben sollen, töten, heiratet ein Mädchen, das auch sein Onkel gerne geheiratet hätte, und legt sich mit dem König von Konaré an. Der König von Ségou und der Onkel greifen Sira Maga Njoro darauf mit einem großen Heer an. Der Held wird von einem Kupferpfeil schwer getroffen und rettet sich in die Stadt. Sein Bruder zieht mit Sira Magas Kleidern in den Kampf, was unter den Gegnern Verwirrung auslöst.